# Dîner au Ritz
Pour plus de détails, voir Fiche technique et Distribution.
Dîner au Ritz (Dinner at the Ritz) est un film britannique réalisé par Harold D. Schuster, sorti en 1937.

## Synopsis
Henri Racine, qui gère une banque d'investissements, est ruiné à la suite des agissements frauduleux de plusieurs personnes. Après avoir noté les responsables sur une lettre, il est retrouvé mort. Certains parlent de suicide, mais sa fille Ranie pense, elle, qu'il s'agit plutôt d'un meurtre. Elle va chercher à démasquer les coupables avec l'aide de Carl-Paul de Brack, qui l'a rencontrée lors d'un accident de voitures et qui est tombé amoureux d'elle.

## Fiche technique
- Titre original : Dinner at the Ritz
- Titre français : Dîner au Ritz
- Réalisation : Harold D. Schuster
- Scénario : Roland Pertwee (en), Romney Brent
- Dialogues : Roland Pertwee (en)
- Direction artistique : Frank Wells
- Costumes : René Hubert
- Photographie : Philip Tannura
- Cadreur : Wilkie Cooper
- Son : John Cook, A.W. Watkins
- Effets spéciaux : Ned Mann
- Montage : James B. Clark
- Musique originale : Lee Sims (en)
- Direction musicale : Muir Mathieson
- Production : Robert Kane
- Directeur de production : Leslie F. Baker
- Société de production : New World Pictures
- Société de distribution : 20th Century Fox Corporation
- Pays d'origine :  Royaume-Uni
- Langue : anglais
- Format : Noir et blanc — 35 mm — 1,37:1 — Son : Mono (Western Electric Sound System)
- Genre : Film romantique, Thriller
- Durée : 77 minutes
- Dates de sortie : 
  -  États-Unis : 26 novembre 1937
  -  Royaume-Uni : décembre 1937
  -  France : 10 août 1938

## Distribution
- Annabella : Ranie Racine
- David Niven : Carl-Paul de Brack
- Paul Lukas :  Baron Philip de Beaufort
- Romney Brent : Jimmy Raine
- Francis L. Sullivan : Brogard
- Stewart Rome : Henri Racine
- Frederick Leister : Tarade
- William Dewhurst : Devine
- Tyrell Davis (en) : Duval
- Vivienne Chatterton : Marthe
- Ronald Shiner : Sydney
- Nora Swinburne : Lady Railton
- Raymond Huntley : Gibout
- Ralph Truman : le commissaire-priseur
- O. B. Clarence (non crédité) : un chasseur